# Ruben Schott
Ruben Schott (* 8. Juli 1994 in Berlin) ist ein deutscher Volleyballnationalspieler.

## Karriere
Schott kam durch seinen Vater, der mit den DDR-Junioren EM-Bronze gewann, zum Volleyball. Seine eigene Karriere begann er 2002 im Alter von acht Jahren beim SV Preußen Berlin. Später spielte er beim Berliner TSC und 2008 kam er zum SCC Berlin. Mit dem Team gewann er 2009 die deutsche U18-Meisterschaft. 2010 wechselte der Außenangreifer zum VC Olympia Berlin und wurde in die Junioren-Nationalmannschaft berufen. 2011 folgte eine Bronzemedaille bei der U20-Meisterschaft.
Im Januar 2013 wurde Schott vom Bundesligisten Berlin Recycling Volleys zurückgeholt. Mit den BR Volleys gewann er in der Saison 2012/13 direkt die deutsche Meisterschaft. Im DVV-Pokal 2013/14 unterlagen die Berliner im Finale gegen Friedrichshafen, aber im Playoff-Finale gelang ihnen gegen denselben Gegner die Titelverteidigung. Für die Saison 2014/15 wurde er an den Bundesliga-Konkurrenten Chemie Volley Mitteldeutschland ausgeliehen.
2015 kehrte Schott nach Berlin zurück. In der Saison 2015/16 gelang den Berlinern nicht nur das nationale Doube aus DVV-Pokal und deutscher Meisterschaft, sondern auch der Titelgewinn im CEV-Pokal. 2016 wurde der Außenangreifer erstmals in die A-Nationalmannschaft berufen. In der Saison 2016/17 verloren die Berliner erneut das Finale im DVV-Pokal schafften aber die Titelverteidigung in der Bundesliga. Hinzu kam ein vierter Platz in der Champions League 2016/17. Mit der Nationalmannschaft wurde Schott 2017 in Polen Vize-Europameister.
Anschließend wechselte er nach Italien zu Powervolley Mailand, wo Bundestrainer Andrea Giani auch sein Trainer im Verein wurde. 2018 ging der Außenangreifer zum polnischen Erstligisten Trefl Gdańsk. In der Champions League schied das Team in zwei Tiebreak-Spielen gegen den späteren Sieger VK Zenit-Kasan aus. In der Saison 2020/21 spielte Schott beim Ligakonkurrenten AZS Olsztyn.
2021 kehrte er zurück nach Berlin. Im DVV-Pokal 2021/22 mussten sich die BR Volleys im Halbfinale gegen den VfB Friedrichshafen geschlagen geben, aber im Playoff-Finale um die deutsche Meisterschaft gelang im fünften Spiel der Titelgewinn. Hinzu kam das Viertelfinale in der Champions League. In der Saison 2022/23 gewannen die Berliner mit Schott das DVV-Pokalfinale gegen die SWD Powervolleys Düren und schafften gegen Friedrichshafen die Titelverteidigung in der Meisterschaft. Die Champions-League-Saison endete wie im Vorjahr im Viertelfinale. Mit der deutschen Nationalmannschaft gelang Schott im Herbst 2023 die Qualifikation für die Olympischen Spiele 2024. In der Saison 2023/24 erreichten die BR Volleys zum dritten Mal das Champions-League-Viertelfinale. Im DVV-Pokalfinale gegen die WWK Volleys Herrsching gelang ihnen erstmals die Titelverteidigung und auch in der Bundesliga gab es den nächsten Titel. Beim olympischen Turnier erreichte er mit dem deutschen Team das Viertelfinale gegen Frankreich, das im Tiebreak verloren ging. Mit dem Verein gewann er den DVV-Pokal 2024/25 und die deutsche Meisterschaft.
Schott hat in Berlin einen Vertrag bis 2027.